# Sextus Calpurnius Agricola

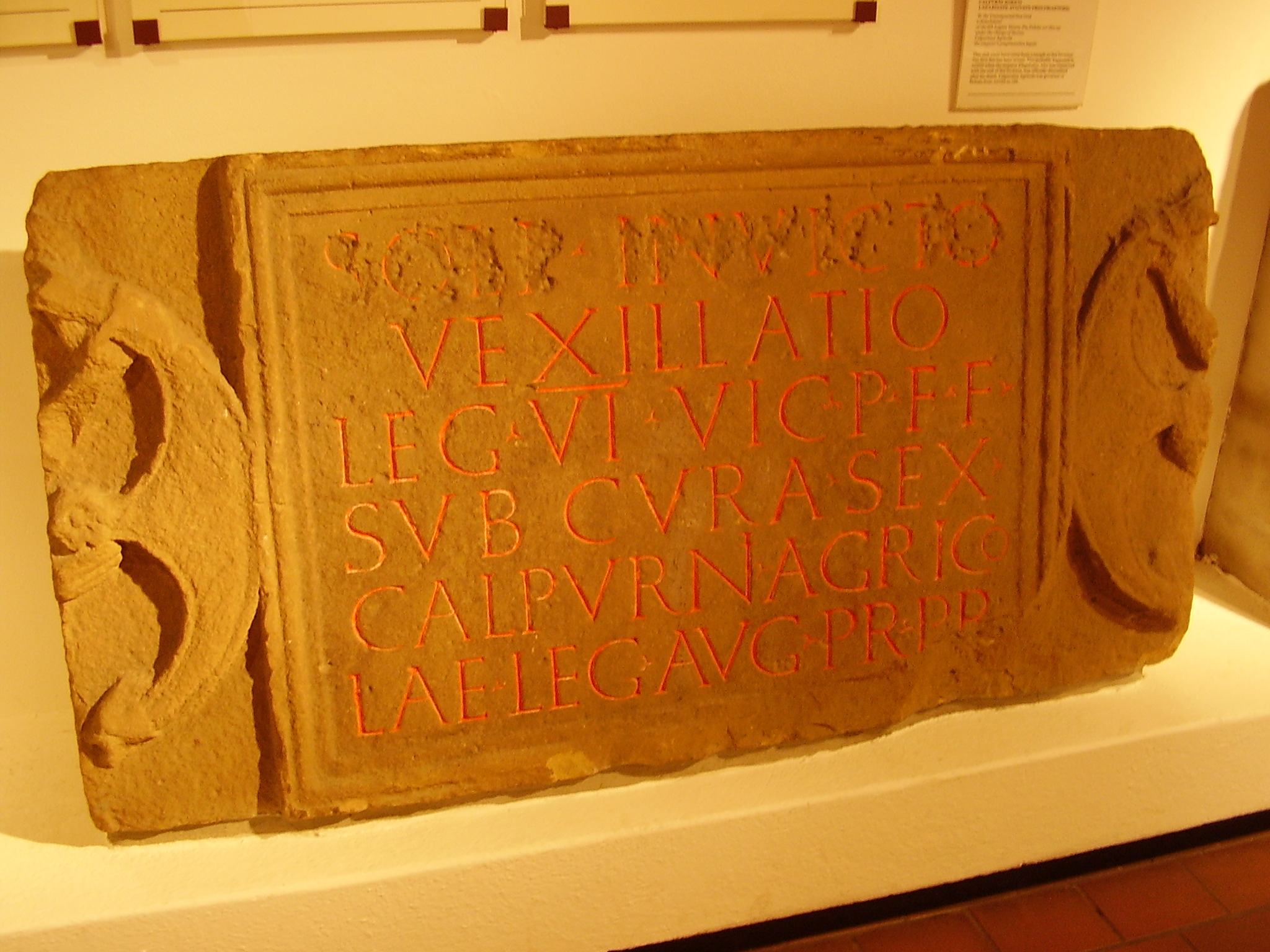
Inscription élevée à Corbridge par un détachement de la légion VI Victrix durant le gouvernement de Calpurnius Agricola (RIB, 1137)

Sextus Calpurnius Agricola est un sénateur et consul de l'empire romain qui exerça d'importantes responsabilités militaires durant le règne de Marc Aurèle. 

## Biographie
On ne sait rien de Calpurnius Agricola avant son consulat ; au regard de sa nomenclature on a pu supposer qu'il était un parent d'un chevalier romain proche de Fronton.
Consul suffect en septembre 154 avec Tiberius Claudius Julianus comme collègue, il est ensuite gouverneur de Germanie supérieure en 158. Il est ensuite envoyé en Bretagne à l'automne 161 ou au début de 162, pour remplacer Marcus Statius Priscus.
En 168 au plus tard il est chargé de diriger des troupes dans l'expédition Germanique de Marc Aurèle, il dirige notamment la légion V Macedonica. Ses fonctions exactes sont inconnues, on considère parfois qu'il fut gouverneur de Dacie, mais d'autres chercheurs comme Ioan Piso considèrent que Calpurnius Agricola ne dirigea pas la Dacie mais fut chargé d'un commandement militaire extraordinaire,. On perd par la suite sa trace, selon Antony Birley, il est possible qu'il soit mort de la peste antonine ou au combat.